# Острожская городская община
Острожская городская община (укр. Острозька міська громада) — территориальная община в Ровненском районе Ровненской области Украины.
Административный центр — город Острог.
Население составляет 42678 человек. Площадь — 705,4 км².
В соответствии с распоряжением Кабинета Министров Украины от 12 июня 2020 года, в состав общины вошла территория Острожского городского совета, а также упразднённого Острожского района.

## Населённые пункты
В состав общины входят 1 город и 55 сёл:
- Город Острог
- Белашовский старостинский округ:
  - Белашов
  - Деревянче
  - Радужное
  - Точевики
- Бухаровский старостинский округ:
  - Бухаров
  - Завизов
  - Михалковцы
  - Тесов
  - Хренов
- Вельбовненский старостинский округ:
  - Бадовка
  - Вельбовно
- Верховский старостинский округ:
  - Верхов
  - Лебеди
  - Шлях
- Вилийский старостинский округ:
  - Вилия
- Гремячский старостинский округ:
  - Гремячее
  - Грозов
  - Михайловка
- Кутянковский старостинский округ:
  - Батьковцы
  - Болотковцы
  - Даниловка
  - Ильяшевка
  - Кутянка
- Межиричский старостинский округ:
  - Межирич
  - Прикордонное
  - Слободка
- Могиляновский старостинский округ:
  - Могиляны
  - Черняхов
- Мощаницкий старостинский округ:
  - Волосковцы
  - Курганы
  - Мощаница
- Новомалинский старостинский округ:
  - Лючин
  - Новомалин
- Новородчицкий старостинский округ:
  - Новородчицы
  - Посыва
  - Теремное
- Оженинский старостинский округ:
  - Бродов
  - Краев
  - Оженин
  - Стадники
- Плосковский старостинский округ:
  - Завидов
  - Плоское
- Почапковский старостинский округ:
  - Милятин
  - Почапки
- Розважский старостинский округ:
  - Розваж
- Сеянцевский старостинский округ:
  - Кураж
  - Садки
  - Сеянцы
- Украинский старостинский округ:
  - Бубновка
  - Вишенки
  - Гай
  - Дубины
  - Украинка
- Хоровский старостинский округ:
  - Бродовское
  - Хоров